# Il Puttino
Il Puttino és un llibre publicat per Alessandro Salvio el 1634, el títol complet del qual és:
IL PVTTINO
Altramente detto,
IL CAVALIERO ERRANTE
DEL SALVIO,
Sopra il gioco de'Scacchi, con la sua Apologia contra il Carrera, diuiso in tre Libri. IN NAPOLI, Nella Stampa di Gio: Domenico Montanaro. 1634. Con licenza de'Superiori.

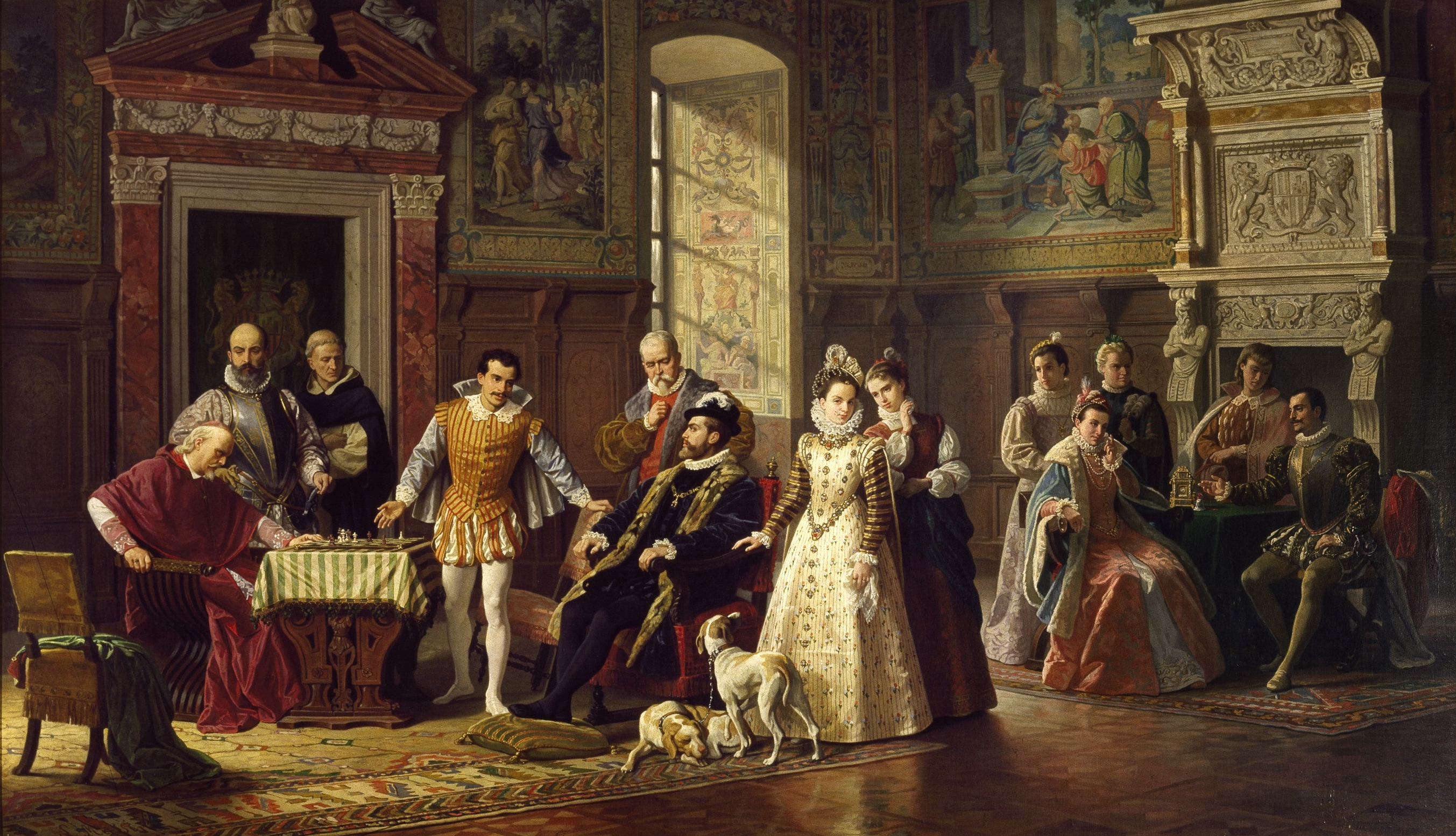
Sfida scacchistica alla corte del Re di Spagna ("Partida d'escacs a la cort del rei d'Espanya"), quadre que mostra Giovanni Leonardo ("Il Puttino") a la cort de Felip II de Castella, cap al 1575, pintura de Luigi Mussini (1883). Algunes partides de Giò Leonardo, incloses algunes contra Ruy López de Segura, estan registrades als Còdexs de Polerio.

En sentit estricte, seria el segon "llibre" (libro secondo), o el segon capítol del primer llibre (d'un total de dos) publicat el 1634 (vegeu també el "LIBRO QUARTO", reimpressió del "trattato" de 1604).
Els quatre llibres van ser publicats com una reimpressió per autor desconegut, "Da un Incognito", el 1723.
Aquesta darrera obra del 1723 és coneguda de vegades com a El Salvio.
Il Puttino, de tota manera, és un renom que fa servir Salvio per referir-se a Giovanni Leonardo de Cutro. A les dues versions del 'libro secondo' s'hi expliquen uns fets que varen tenir lloc 50–60 anys abans de ser escrits i impresos. Tot i que les descripcions fetes per Alessandro Salvio s'han de considerar amb cautela (a causa de la diferència temporal), Il Puttino és una obra rellevant per a fer-se una idea de l'època que descriu. A l'obra hi ha una llarga llista de jugadors d'escacs, que existiren realment, com ara:
- Ruy Lopez
- Leonardo
- Puttino
- Paolo Boi
- Giulio Cesare da Lanciano

La primera traducció de Il Puttino (entenent com a tal el 'libro secondo') de l'italià a l'anglès fou feta per George Walker, i publicada amb el títol "The light and lustre of chess" a The Chess player's chronicle, 1843.
Segons una altra traducció de JH Saratt's, Il Puttino fou publicat per primer cop el 1604, i republicat el 1634.